# La Preciosita
La Preciosita är en ort i Mexiko.   Den ligger i kommunen Tlahuapan och delstaten Puebla, i den sydöstra delen av landet, 60 km öster om huvudstaden Mexico City. La Preciosita ligger 2 509 meter över havet och antalet invånare är 714.
Terrängen runt La Preciosita är huvudsakligen kuperad, men åt sydost är den platt. Runt La Preciosita är det tätbefolkat, med 257 invånare per kvadratkilometer. Närmaste större samhälle är San Martin Texmelucan de Labastida, 17,6 km sydost om La Preciosita. Trakten runt La Preciosita består till största delen av jordbruksmark.